# 십이시
조선시대에 사용했던 십이시(十二時) 또는 시진(時辰)은 하루를 열둘로 나누어 십이지(十二支)의 이름을 붙여 이르는 시간이다. 지방시의 자정 전의 한 시간과 자정 후의 한 시간을 합친 첫 번째 두 시간을 자(子)시로 하여 두 시간씩을 축(丑), 인(寅), 묘(卯), 진(辰), 사(巳), 오(午), 미(未), 신(申), 유(酉), 술(戌), 해(亥)시 순으로 이름을 붙인다. 각 시는 다시 반으로 나누어 앞의 시간을 초(初), 뒤의 시간을 정(正)으로 나눈다. 예를 들어 자시의 전반은 자초(子初)이고 후반은 자정(子正)이다.
십이시는 세계시가 아닌 지방시를 기준으로 하므로 옛 기록에 나오는 십이시를 현재 표준시 기준으로 환산하려면 해당 지방의 경도와 본초자오선과의 차이를 고려해야 한다. 동경 127.5도인 지점이라면 현용 한국 표준시의 표준 자오선인 동경 135도와의 차이가 7.5도이므로 30분 차이를 고려하면 해당 지방의 자시는 한국 표준시 23시 30분부터 01시 30분까지이다. 서울의 경우 도심부가 대략 동경 127도이므로 표준시와 지방시의 차이는 약 34분이다. 만약 보다 정밀하게 시간을 계산해야 할 경우 지구의 타원 공전 궤도에 의한 시태양시와 평균 태양시 사이의 오차(균시차), 세차 운동에 의한 자전축 변화, 평균 태양시와 항성시의 차이(옛 기록이 항성시에 의한 것일 경우) 등을 고려해야 한다.
현대에 들어 십이시는 일상에서는 잘 쓰이지 않고 사주팔자를 이용하는 명리학이나 점술 등에서 쓰인다. 연구자에 따라 해당 지방의 경도를 따져 지방시에 기준해 십이시를 붙이기도 하고, 동경 135도 기준인 한국 표준시나 동경 127.5도 기준 과거 한국 표준시에 따라 십이시를 붙이기도 한다.

## 같이 보기
- 시각 (단위)
- 경위도
- 위도
- 좌표
- 지리좌표계
- 이십사시
- 십이지